# Lost Souls – Verlorene Seelen
Lost Souls – Verlorene Seelen ist ein Horrorfilm der US-amerikanischen Produktion aus dem Jahr 2000.

## Handlung
„…ein Mann, aus Unzucht geboren, wird zu Satan werden und die Welt wird nicht mehr so sein, wie wir sie kannten.“

Die Lehrerin Maya Larkin ist gläubige Katholikin. In ihrer Jugend war sie selber das Ziel eines Exorzismus, heute begleitet sie Pater Lareaux, Pater Jeremy und Diakon John Townsend in eine psychiatrische Klinik, um an Henry Birdson, der seit einer Temporallappenepilepsie mysteriöse Zahlenreihen kritzelt, einen Exorzismus vorzunehmen. Zwar ist dieser wenig erfolgreich, so fällt Henry kurze Zeit später ins Koma und auch Pater Lareaux ist von der Prozedur stark geschwächt, doch Maya gelingt es, Henrys Aufzeichnungen an sich zu nehmen und aus der Klinik zu schmuggeln. Mittels polyalphabetischer Substitution kann sie die Zahlen durch Buchstaben ersetzen und erhält so den Namen Peter Kelson.
Zufällig erfährt sie aus dem Fernsehen, dass Peter Kelson ein Schriftsteller ist, der über Serienmörder recherchiert und sich mit krankhaftem Narzissmus sowie Parapsychologie beschäftigt. Am sich jährenden Todestag seiner Eltern, die ermordet wurden und Selbstmord begangen, trifft sich Peter mit seiner Familie. Beim Mittagessen berichtet er ihnen, dass ihn ein Traum aus seiner Jugend seit einigen Tagen wieder einholt, in dem er ein Buch liest, auf dessen Einband die Schriftzeichen „XES“ zu lesen sind. Seine Familie belächelt ihn und glaubt, ihn würden jugendliche Sexgelüste einholen. Erst später entdeckt einer der Geistlichen, dass es sich um die griechischen Zahlen „χεζ“ handelt, die in ihrer Wertigkeit 22 + 5 + 6 angeben, die Inkarnation des Teufels werde einen Mann in der Minute seines 33. Geburtstags treffen.
Maya wird klar, dass Kelson die Personifizierung des Teufels ist. Um Peter zu überzeugen und ebenfalls zu einem Exorzismus zu überreden, bittet sie ihn nach einem Pentagramm unter seinem Bett zu schauen und händigt ihm zugleich das Tonband aus, auf dem Henrys Exorzismus aufgezeichnet wurde. Peter spielt das Band in seiner Wohnung ab, kann jedoch nichts außer weißem Rauschen hören. In der Nachbarwohnung hingegen sind Henrys Schreie deutlich vernehmbar, woraufhin sich die Bewohnerin nachts mit einer Strumpfhose erhängt.
Als Peter seiner Freundin Claire von dem Pentagramm erzählt, das er versteckt in der abgehängten Decke der unter ihrem Apartment befindlichen Wohnung entdeckt hat, eskaliert die Situation und Claire droht damit, Maya zu erschießen, da diese ihrer Meinung nach Peter in ihrem Bann habe. Bei einem Handgemenge der beiden Frauen löst sich ein Schuss, der Claire tödlich trifft.
Um den Exorzismus an Peter vorzunehmen, begibt sich dieser in Begleitung von Maya zu Pater Lareaux. Der Geistliche ist jedoch seinerseits bereits vom Bösen durchdrungen, so dass stattdessen ein Exorzismus an ihm vorgenommen wird, in dessen Verlauf Lareaux verstirbt. Mit seinem letzten Atemzug schickt er Peter und Maya zu Peters Onkel Pater James. Dieser feiert soeben in einer Kirche eine Messe und der Großteil Peters Familie ist anwesend. Peter erschießt sowohl seinen Onkel als auch zwei weitere Mitglieder seiner Familie, bevor er sich mit Maya in seinem Auto davon macht.
Auf einer gesperrten Brücke hält er den Wagen an und übergibt die Waffe seiner Beifahrerin Maya, wohl wissend, dass ihn nur noch wenige Minuten von seinem 33. Geburtstag trennen. In dem Moment, in dem die Digitalanzeige der Uhr des Autos von 4:55 Uhr auf 6:66 Uhr umspringt, wird Peter von Maya erschossen.

## Kritiken
Roger Ebert von der Chicago Sun-Times konstatiert, der Thriller sei „flach“.
Im Lexikon des internationalen Films ist zu lesen, der Film sei ein „psychologisch verbrämter Horrorfilm, der weitgehend auf Spezialeffekte verzichtet. Durch seine allzu unlogische Handlungsführung bleibt er hinter den Klassikern des Genres deutlich zurück.“
Thomas Schlömer von filmspiegel.de sieht in dem Film „ein Musterbeispiel für Spannungslosigkeit und Regieinkompetenz“.

## Hintergrund
Der Film wurde in Los Angeles und in New York City mit einem Budget von 28 Millionen Dollar gedreht. In den US-Kinos spielte er 16,8 Millionen US-Dollar ein, weltweit kam er auf Einnahmen in Höhe von rund 33,4 Millionen US-Dollar.
Er sollte in den Kinos bereits im Jahr 1999 starten, aufgrund der hohen Anzahl der Filme mit ähnlicher Thematik wurde sein US-Kinostart auf den 13. Oktober 2000 verschoben, während er in Deutschland am 18. Januar 2001 erstmals zu sehen war.